# Guillaume Samica
Guillaume Samica (Choisy-au-Bac, 28 settembre 1981) è un pallavolista francese.
Gioca nel ruolo di schiacciatore nell'ONICO Warszawa.

## Palmarès
Coppa di Grecia: 1
2009-10